# Discographie de Maurane
Cet article regroupe la discographie détaillée de Maurane (1960-2018).

## Principales compilations
- 1995 : Les années Saravah 1980-1986 (compilation album Danser + 6 chansons)
- 1998 : L’un pour l’autre (album compilation comprenant 6 nouveaux titres)[1]
- 2004 : Maurane (long box 3 CD)
- 2005 : Maurane (coffret 2 CD + DVD L’heureux tour)
- 2008 : Les 50 plus belles chansons (3 CD)
- 2008 : Best of (comprend un titre inédit : Je n'ai que ça)
- 2012 : Carnet de Mô (2 CD dont 1 CD live aux FrancoFolies de Montréal)

## Singles
- 1980 : J’me roule en boule
- 1982 : Fais soleil
- 1984 : T’as pas la pêche
- 1985 : Moi l’argent, toi jeune
- 1986 : Danser
- 1987 : Qu’est-ce qui t'fait peur
- 1987 : Mélodie
- 1987 : Sandino cha cha cha (sorti en Belgique uniquement)
- 1988 : Les Uns contre les autres
- 1989 : Toutes les mamas
- 1989 : Pas gaie la pagaille
- 1990 : Tout pour un seul homme
- 1990 : Où es-tu ?
- 1991 : Ça casse
- 1992 : Mentir
- 1993 : Du mal
- 1993 : Sur un prélude de Bach
- 1994 : Décidément (live Olympia)
- 1994 : Ami ou ennemi (live Olympia)
- 1995 : Différente quand je chante
- 1996 : Down for the last time *
- 1996 : Le paradis c’est l’enfer
- 1996 : Tout va bien dans ce monde (nouvelle version)
- 1996 : Les cœurs sans logis (bande originale du film d'animation Le Bossu de Notre Dame)
- 1997 : Juste une petite fille
- 1997 : Chanson de l'autruche *
- 1998 : L'Un pour l'autre
- 1998 : Les yeux fermés (amour amour)
- 1999 : Désillusionniste
- 1999 : La Chanson des vieux amants (live Olympia)
- 2000 : Pour les âmes, pour les hommes *
- 2000 : Il neige des e-mails *
- 2000 : La chanson de la pluie *
- 2001 : Bleue *
- 2001 : Qui à part nous ? *
- 2002 : Rentrer chez soi *
- 2002 : Tu es mon autre — en duo avec Lara Fabian
- 2003 : Quand les sangs *
- 2003 : Tout faux *
- 2004 : Des millions de fois *
- 2004 : Au clair de ma plume *
- 2004 : Warhol pour Monroe * (live L'heureux tour)
- 2006 : Si aujourd’hui *
- 2007 : Les antipodes *
- 2007 : Je me suis envolée *
- 2008 : Je n’ai que ça *
- 2009 : Armstrong *
- 2009 : Dansez sur moi *
- 2010 : Bidonville *
- 2011 : Fais-moi une fleur *
- 2011 : Face B *
- 2012 : Je me sens bien *
- 2014 : Trop forte *
- 2015 : Sous ces yeux-là *
- 2018 : Vesoul *

```
* single promo
```

## Participations
- 1981 : Et God save le petit garçon, titre signé par Jacqueline Taïeb et enregistré pour l'album Chantons la paix (d'après Le livre de la paix de Bernard Benson).
- 1984 : Pour ceux-là, À louer pas à vendre, Au moins jusqu'à demain, Le ciel sera couvert et Ma fenêtre entr'ouverte, titres de l'album de Claude Semal et Charles Loos.
- 1985 : What's your name?, du groupe Zinno (Frédéric Jannin et Jean-Pierre Hautier).
- 1986 : Chevaliers des étoiles, album de la comédie musicale du même nom, conçue et écrite par Alain Boublil.
- 1987 : Sandino cha cha cha, chanson du conte musical Nonchalance, histoire d'un marin de Ian Raven (album sorti en Belgique uniquement).
- 1991 : La langue des anges, duo avec Catherine Lara enregistré pour son album Sand et les romantiques.
- 1994 : À travers les barreaux, chanson de la comédie musicale pour enfants L'Évasion de Toni écrite par Henri Dès et Pierre Grosz.
- 1996 : Viva la vida, Forteresse et Où s'en vont, titres enregistrés en duo avec Michel Fugain pour son album live Petites fêtes entre amis (aux Francofolies de La Rochelle).
- 1996 : Les aveux (anos dourados), titre enregistré pour la version européenne de l'album Oceano de Sergio Mendes.
- 1997 : Chanson de l’autruche, titre enregistré pour la nouvelle version du conte musical Émilie Jolie.
- 1997 : J'ai eu trente ans, chanson de Maxime Le Forestier enregistrée en duo avec Julien Clerc pour son album live Le 4 octobre (au Palais des sports de Paris).
- 2000 : La poupée, chanson enregistrée avec le groupe Manau pour son album Fest Noz de Paname.
- 2001 : Tu es mon autre, duo avec Lara Fabian enregistré pour son album Nue.
- 2002 : Rentrer chez soi, titre de l'album-compilation Des rencontres et des mots, du parolier Lionel Florence.
- 2002 : Décidément, chanson de Maurane réenregistrée pour l'album Akapela de Philippe Kelly et Marc Beacco.
- 2002 : On oublie, duo avec Nourith enregistré pour son album éponyme.
- 2002 : Sur un prélude de Bach et La petite fugue (chanson de Maxime Le Forestier) en duo avec Philippe Lafontaine pour l'album Autour de la guitare de Jean-Félix Lalanne.
- 2002 : Lions nos vies, chanson commandée par la Mission laïque française à l'occasion de son 100e anniversaire.
- 2003 : Suzanne (en duo avec Graeme Allwright) pour l'album Autour de la guitare (volume 2) de Jean-Félix Lalanne.
- 2003 : Johnny, tu n'es pas un ange, titre de l'album L'hymne à la môme (hommage à Édith Piaf).
- 2003 : Le miroir, duo avec Nolwen enregistré pour son album Océane.
- 2003 : Tant d'amour qui se perd, duo avec Salvatore Adamo enregistré pour son album Zanzibar.
- 2004 : Album Le cœur des femmes
- 2006 : Lundis confits, duo avec Daria de Martynoff enregistré pour son album Tribu humaine.
- 2006 : Alfonsina y el mar, duo avec Claudia Meyer enregistré pour son album Azul.
- 2006 : Reste, duo avec Mario Pelchat enregistré pour son album Le monde où je vais.
- 2006 : La rue du babouin, duo avec Françoise Hardy enregistré pour son album Parenthèses.
- 2007 : La pavane à Ravel, titre enregistré pour l'album Douce France du guitariste Louis Winsberg.
- 2008 : Tant d'amour qui se perd, duo avec Salvatore Adamo pour son album Le Bal des gens bien.
- 2008 : D'ici, duo avec Hélène Ségara enregistré pour son album Mon pays c'est la terre.
- 2009 : Valse pour toi et moi, duo avec Régine enregistré pour son album Régine's duets.
- 2009 : Blouse du dentiste, titre de l'album On n'est pas là pour se faire engueuler ! (hommage à Boris Vian).
- 2011 : Qui sait, duo avec Daniel Lavoie enregistré pour son album J'écoute la radio.
- 2011 : De toi, duo avec Gérard Lenorman pour son album Duos de mes chansons.
- 2014 : Por Toda a Minha Vida, titre enregistré pour l'album Soledad Plays Soledad (groupe de tango belge).
- 2015 : A l'altru mondu, duo avec Mai Pesce pour l'album collectif Corsu Mezu Mezu (reprises de chansons corses).
- 2015 : L'adieu, titre enregistré pour l'album Michel Legrand & ses amis.

## Musiques de films et téléfilms
- 1990 : Le boogie du Bagout, titre de la bande originale du film Il y a des jours... et des lunes (chanson de l'album Danser).
- 1996 : Les cœurs sans logis, titre de la bande originale du film d'animation Le Bossu de Notre Dame (CD Walt Disney/Sony WDR 36039-2).
- 2002 : Je voulais te dire que je t'attends, titre de la bande originale du film À la folie... pas du tout (reprise de la chanson de Michel Jonasz).
- 2005 : Trois rangs de perles, titre de la bande originale du film Palais royal ! (CD Gaumont/Naïve NV 807911).
- 2006 : 7e ciel, chanson générique de la série télévisée belge Septième Ciel Belgique.

## Engagements
Voici une liste de titres que la chanteuse a spécialement enregistrés en studio pour différentes causes :
- 1995 : Le jardin du bonheur, titre enregistré avec Francis Cabrel, Michel Jonasz, Catherine Lara, Maxime Le Forestier et Alain Souchon pour le 2e album de l'association Sol En Si.
- 1998 : Sa raison d'être, single enregistré avec plus de 40 artistes en faveur de l'association Ensemble contre le sida et figurant sur l'album Ensemble.
- 1999 : Gracias a la vida (accompagnée par l'accordéoniste Daniel Mille), Berceuse à pépé (en duo avec David Linx), T'as beau pas être beau + Dansez sur moi (avec Cabrel, Jonasz, Catherine Lara, Le Forestier et Zazie), chansons enregistrées pour le 4e album de Sol En Si.
- 2000 : Noël ensemble (single collectif) et Jolis sapins, chansons enregistrées en faveur de l'association Ensemble contre le sida et figurant sur l'album Noël ensemble (100 artistes ensemble contre le SIDA).
- 2003 : La tordue, chanson enregistrée pour le conte musical Sol En Cirque.
- 2004 : Combat combo, single enregistré avec un ensemble d'artistes et personnalités féminines au profit de l’association Laurette Fugain. Il figure sur l'album Le cœur des femmes comprenant deux autres titres inédits chantés par Maurane : Je suis (avec Chimène Badi et Lara Fabian) et Le cœur des femmes (avec Lara Fabian, Liane Foly, Marie Fugain et Hélène Ségara).
- 2005 : Et puis la terre, single enregistré avec plus de 60 artistes en aide aux victimes du séisme du 26 décembre 2004 dans l'océan Indien.
- 2008 : Le projet Baltimore, single enregistré avec une vingtaine d'artistes en soutien aux otages du monde entier dont Íngrid Betancourt.
- 2008 : L'amitié, single collectif des Enfoirés au profit des Restos du Cœur (chanson de Françoise Hardy).
- 2009 : Ici les Enfoirés, single collectif des Enfoirés.
- 2010 : Si l'on aimait, si, single collectif des Enfoirés.
- 2011 : On demande pas la lune, single collectif des Enfoirés.
- 2014 : Fais-moi une place, duo avec Christophe Willem enregistré pour l'album Kiss & Love dont les bénéfices sont reversés au Sidaction.